# Benkenspitz
 (septembre 2020).
Si vous disposez d'ouvrages ou d'articles de référence ou si vous connaissez des sites web de qualité traitant du thème abordé ici, merci de compléter l'article en donnant les références utiles à sa vérifiabilité et en les liant à la section « Notes et références ».
47° 31′ 05″ N, 7° 29′ 59″ E

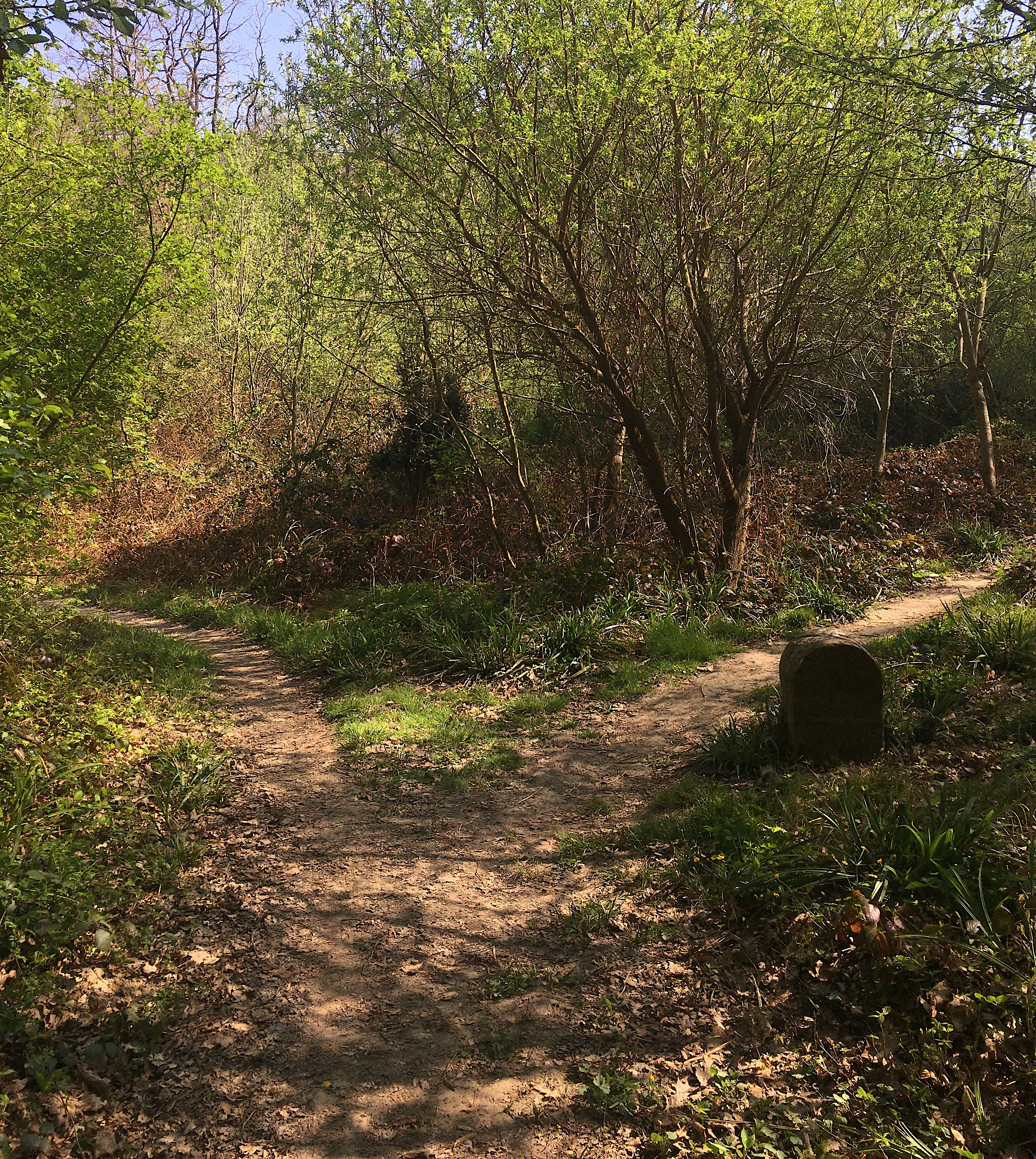
Extrémité du Benkenspitz, accès septentrional

Le Benkenspitz est une zone d'environ 12 hectares située dans le canton de Bâle-Campagne, au nord-ouest de la Suisse. Avec une longueur de 780 mètres et une largeur de 210 mètres, cette zone en forme de pointe s'enfonce en France; à son extrémité sud, avec une distance minimale de seulement 62 mètres, se trouve le lieu le plus étroit de Suisse.

## Situation et géographie

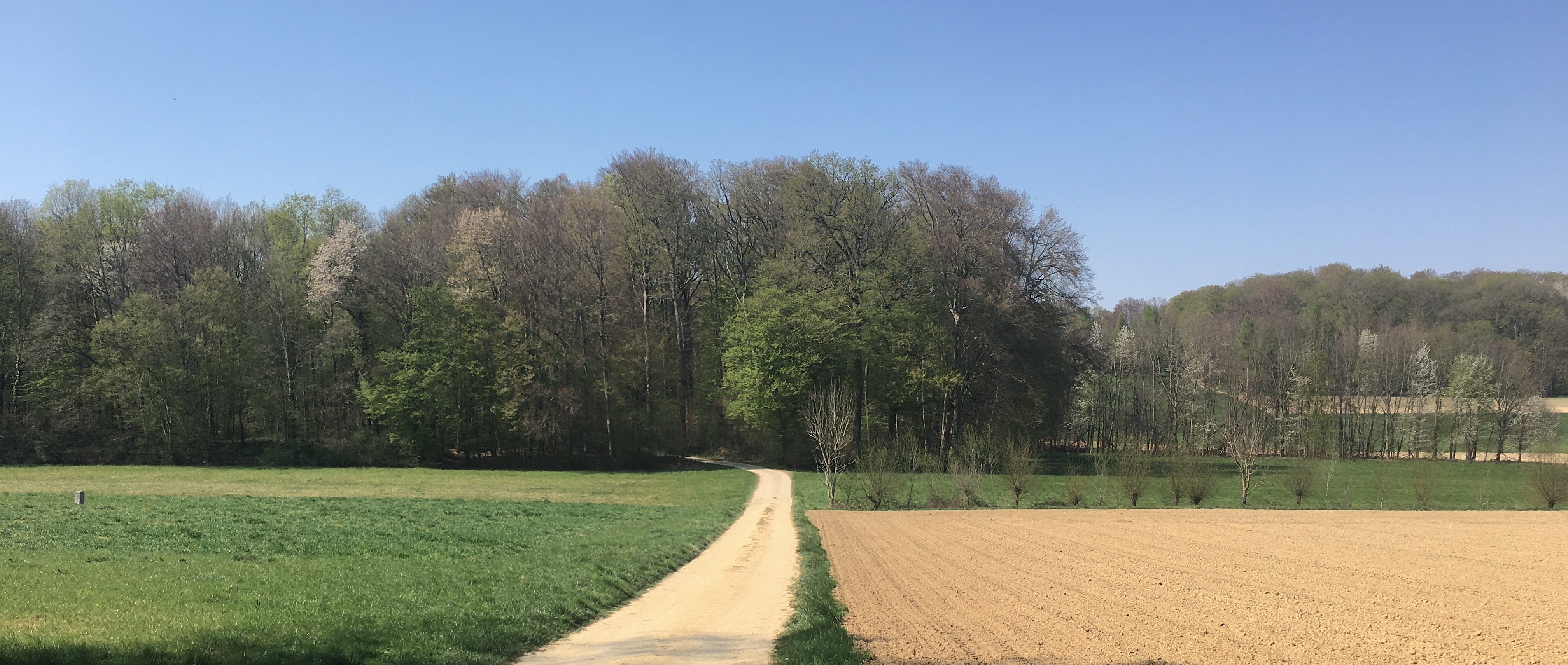
Accès méridional

Le Benkenspitz est situé à l’extrémité nord-ouest de la commune de Biel-Benken et est entouré à 93,64 % (1 620 m) par le territoire français ; seuls 6,36 % (110 m) le long d'un bras du ruisseau Neuwilbächli le relient au reste du territoire suisse. Au sud, la distance minimale entre les bornes frontières n° 125 et 126, et la borne n° 109 n'est que de 62 mètres ; également, la distance entre les bornes n° 126 et 109 est officiellement la plus courte (69 mètres) entre deux bornes suisses.
Les premières traces du nom Jm Spitz datent de 1678 ; elles ne concernent au départ que la parcelle de terre la plus septentrionale de la zone. Pour la partie située plus au sud, le nom Jm Blüttenen nous est livré à partir de la même année, ce qui indique une zone boisée nue ou défrichée ; une carte de 1620 montre la même chose. Le nom "Benkenspitz" est officiellement mentionné pour la première fois en 1816, et s'applique probablement à toute la zone depuis longtemps. L'étroit coin de forêt de Holzmatt à l'extrémité sud est déjà attesté en 1434 sous le nom de holtz matten. C'est ainsi que sont nés les noms des zones contiguës Hintere Holzmatten pour la partie sud du Benkenspitz, et Zwischen den Holzmatten pour la zone qui le relie au reste de la commune. 

## Histoire

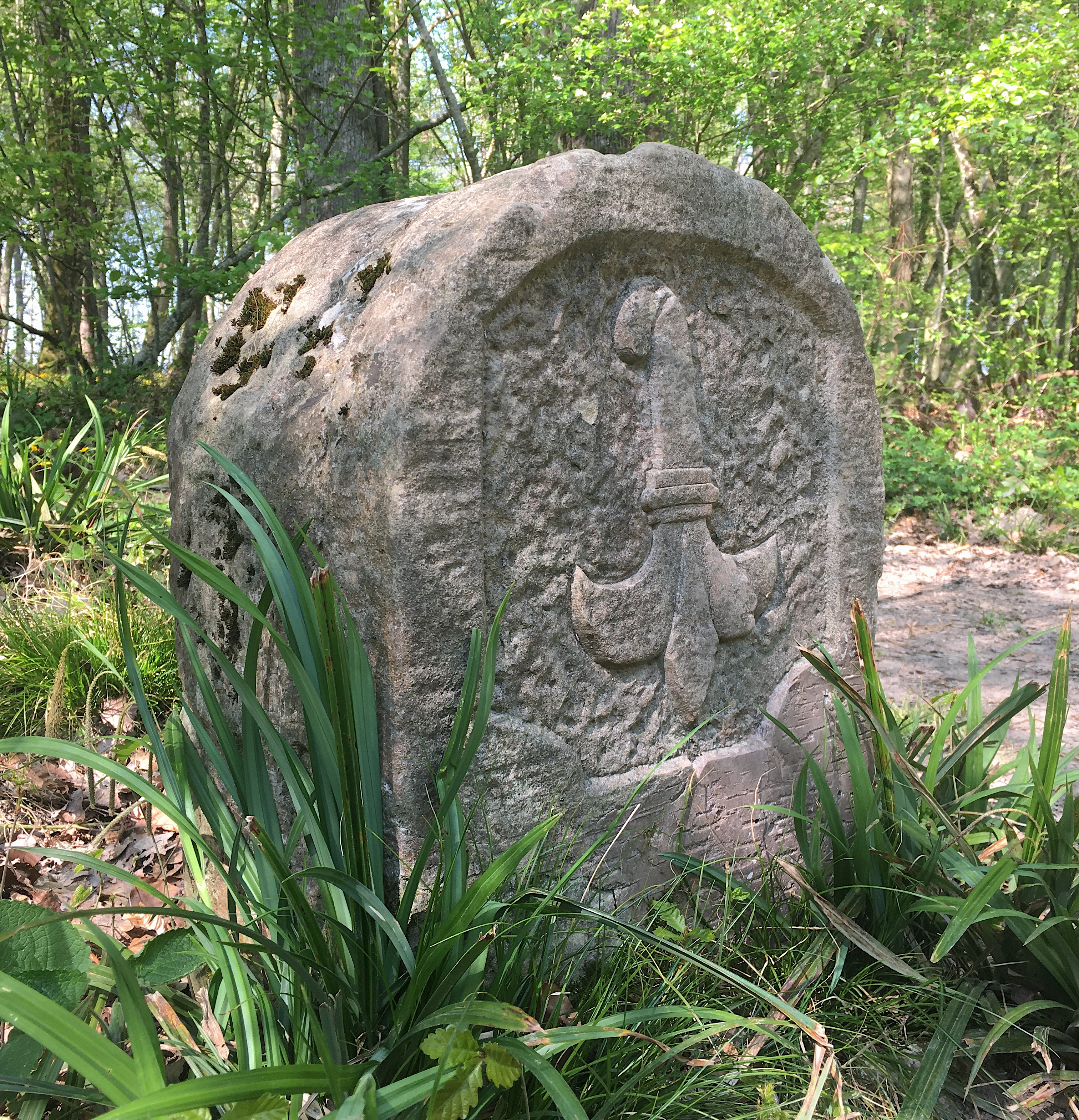
Borne frontalière n° 118 à l'extrémité nord du Benkenspitz, avec les armoiries de Bâle du côté suisse

L'origine de cette étrange frontière n'est pas prouvée. On suppose que c'est un ancien terrain de chasse de la noble famille Schaler. Les villages de Biel et de Benken formaient alors une exclave ; il est possible que le Benkenspitz ait été concédé à la famille de chevaliers Schaler comme terrain de chasse privé par les propriétaires des territoires voisins.
Pendant la Réforme, Biel et Benken sont vendus à la ville de Bâle en 1526. Hans Bock (en) représente le Benkenspitz sur une carte avec des chasseurs de sangliers dessinée en 1620 pour le compte du gouvernement de Bâle. En 1746, la démarcation de la frontière est officiellement établie, et matérialisée avec des bornes aux armoiries de Bâle; cela est confirmé en 1816 après le Congrès de Vienne, et reste valable pendant et après la domination allemande en Alsace, jusqu'à aujourd'hui. 

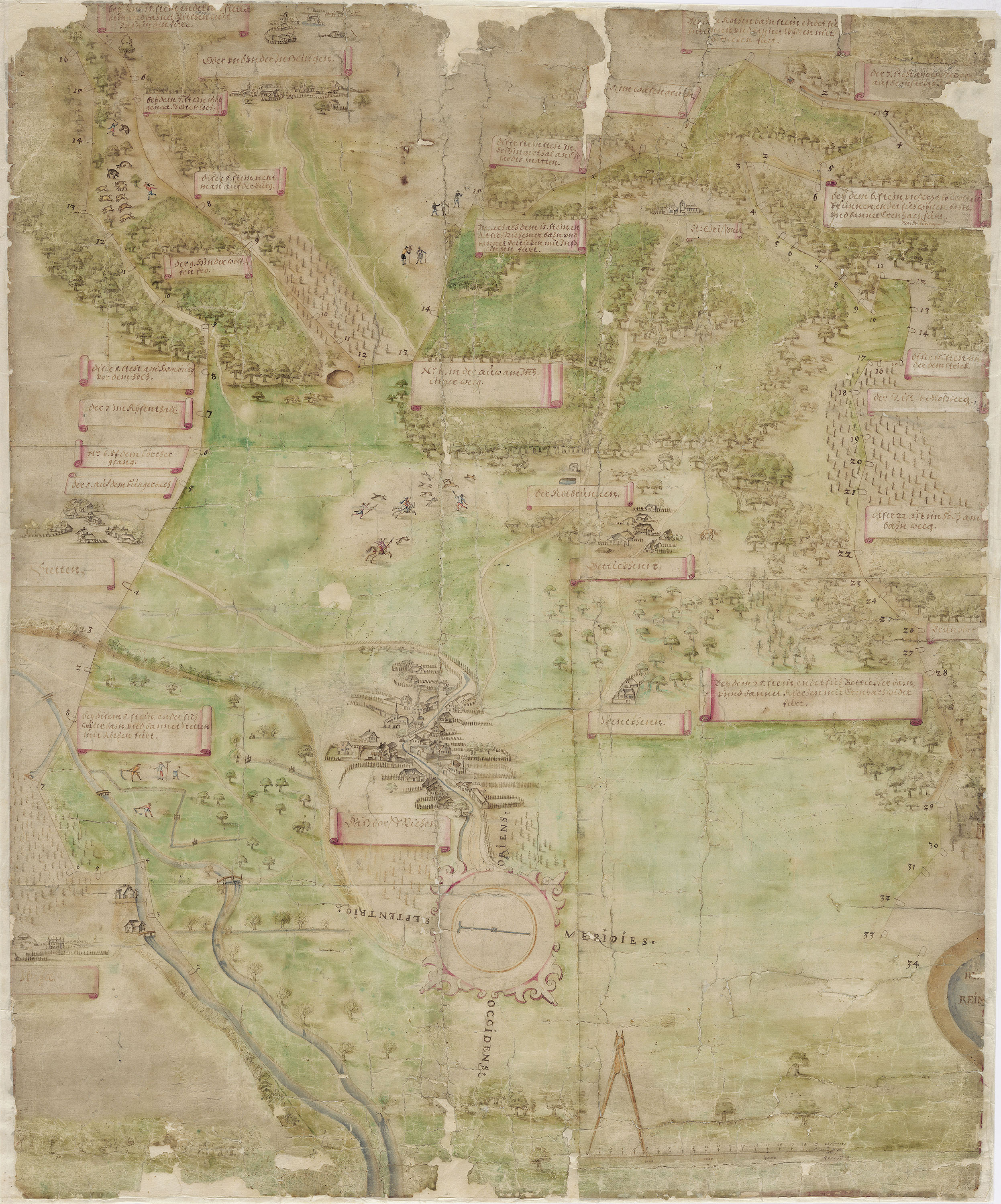
Carte de Hans Bock, environ 1620

- (de) Cet article est partiellement ou en totalité issu de l’article de Wikipédia en allemand intitulé « Benkenspitz » (voir la liste des auteurs).